# 李孚
李 孚（り ふ、生没年不詳）は、中国の後漢時代末期の政治家、曹操に仕えた。字は子憲。冀州鉅鹿郡の人。元の姓は馮。馮耽の祖父。

## 正史の事跡
| 姓名           | 李孚                    |
| 時代           | 後漢時代                |
| 生没年         | 〔不詳〕                |
| 字・別号       | 子憲（字） 馮孚（旧名） |
| 本貫・出身地等 | 冀州鉅鹿郡              |
| 職官           | 主簿→司隷校尉→陽平太守  |
| 爵位・号等     | -                       |
| 陣営・所属等   | 袁尚→袁譚→曹操          |
| 家族・一族     | 〔不詳〕                |

袁紹の三男袁尚の配下。『三国志』魏書賈逵伝の注に引く『魏略』に記載がある。
袁紹が建安7年（202年）に死去した頃、李孚は袁尚に主簿として仕えた。建安9年（204年）、袁尚の参謀で別駕の審配が鄴で曹操に包囲され、袁尚も援軍に来たものの曹操軍の包囲の前に動けずにいた。この時、李孚は自ら志願して、審配に援軍到着を知らせる使者となる。李孚は、たった3人の供だけを連れて曹操軍の都督に偽装し、曹操軍の包囲を通過して悠然と鄴城に入った。この余りの鮮やかな突破劇に、審配軍は太鼓を打ち鳴らして万歳し、曹操も苦笑いするばかりだったという。
入城して援軍到着を知らせた後、さらに李孚は、糧食を節約するためにも、城内の老人と子供に白旗を持たせて曹操軍に降伏させるよう審配に薦めた。審配はそれに従い、降伏が実行されている間に李孚は鄴城を脱出して、袁尚のところに無事帰還した。
しかし、袁尚は曹操軍の掃討の前に敗退し、李孚は袁尚と離れ離れになってしまったため、やむなくその兄の袁譚に仕え、平原に赴任した。建安10年（205年）に袁譚が滅亡すると、李孚は曹操の下に出頭し、曹操から全権を承認してもらった上で、平原城内の混乱を収拾した。
以後、曹操に仕えたが、当初は讒言があって閑職に任じられただけだったという。それでも次第に昇進し、70歳余りの頃には司隷校尉になったという。後、陽平太守在任中に死去した。
小説『三国志演義』でも、鄴城への侵入、老人子供の降伏までは描かれている。しかし、鄴城からの脱出以降の記述は無く、曹操配下となったことにも触れられていない。